# Plectris fuscoaenea
Plectris fuscoaenea är en skalbaggsart som beskrevs av Moser 1921. Plectris fuscoaenea ingår i släktet Plectris och familjen Melolonthidae. Inga underarter finns listade i Catalogue of Life.